# Élektra (Sofoklés)
Élektrá (též Élektra, či Elektra) je tragédie starořeckého dramatika Sofokla vyprávějící o mykénské princezně Élektře, dceři jednoho z nejslavnějších řeckých hrdinů z Trójské války - krále Agamemnóna. Datum vzniku je neznámé, ale podle různých stylistických podobností se hrami Filoktétés (409 př. n. l.) a Oidipus na Kolónu (401 př. n. l.) se předpokládá, že ji autor napsal spíše na konci své kariéry.

## Obsazení
- Pěstoun Orestův
- Órestés, syn Agamemnonův
- Élektrá, jeho sestra
- Chrýsothemis, druhá sestra
- Klytaiméstra, vdova po Agamemnonovi, choť Aigisthova
- Aigisthos, král mykénský
- Sbor mykénských žen
- Němé osoby: Orestův přítel Pyladés, průvodci, služebné

Koná se za doby mytické v Mykénách před královským palácem. 

## Děj

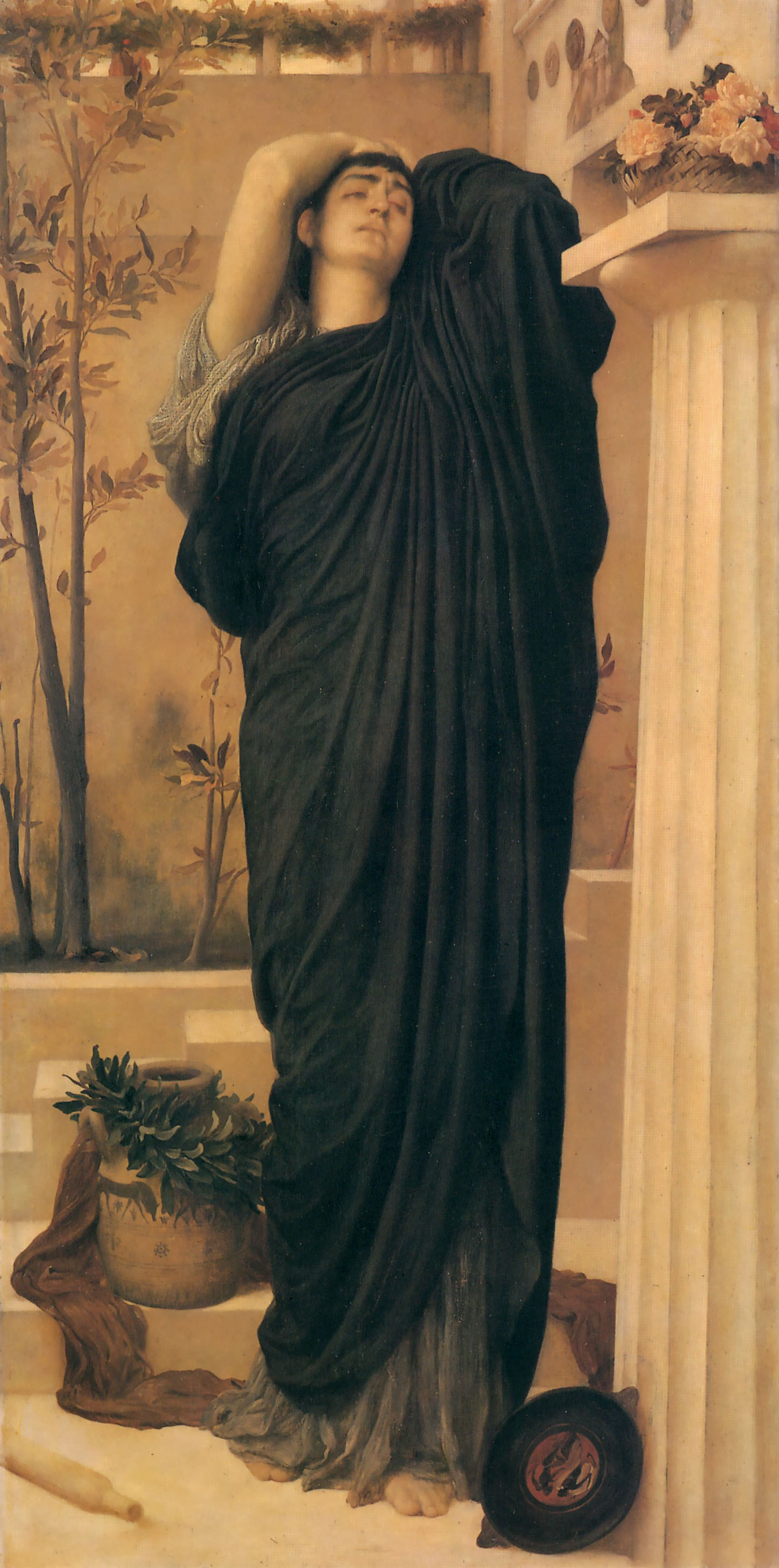
Obraz Élektry z 19. století

### Předcházející děj
Klytaimnéstra společně se svým milencem a pozdějším manželem Aigisthem zavraždila svého manžela krále Agamemnóna poté, co se vrátil z Trójské války domů. Důvodem bylo, že obětoval jejich dceru Ífigeneiu v Aulidě, aby usmířil bohyni Artemidu. Agamemnón sice tento krutý čin provést nechtěl, hnusil se mu totiž, ale neodolal nátlaku svého bratra spartského krále Meneláa, který chtěl už konečně doplout k Tróji a vyvrátit ji.

### Děj hry
Élektrá touží pomstít svého otce. Z vyhnanství se nepoznán vrací její bratr Orestés, se kterým později zabijí svou matku i jejího nového manžela. Nejdříve zabijí matku Klytaimnéstru a na závěr dramatu Aigistha. 

### Postava Élektry
Sofoklés vykreslil Élektru jako zcela nesmiřitelnou a i za cenu vlastního sebezničení jednající odvážnou dívku, která se nehodlá srovnat s tím, že by vrazi jejího otce nebyli potrestáni. Élektřina sestra Chrýsothemida prohlašuje, že otcovy smrti také želí, ale, jak tvrdí, podřizuje se nutnosti situace; čímž ovšem, nedovolujíc si proti matce a nevlastnímu otci nic říct, zároveň těží z takových okolností osobní prospěch, a je obviňována Élektrou, že její nečinnost nepochází z nutnosti, ale prospěchu. Sofoklés dal velký důraz na popis Klytaimnéstřiny zlé povahy, která by se v případě nouze neštítila ani vraždy svého dítěte (k té nedojde, ale náznaků, že by jí byla schopna, je v dramatu několik). Orestés s Élektrou nemají pro svou matku nejmenší pochopení a celou situaci vnímají jako spravedlivý trest.

#### Ukázka
ÉLEKTRÁ k Orestovi

Probůh, nenechej

ho dále mluvit, rozváděti řeč!

Co nejrychlej ho usmrť, usmrť ho

a předhoď hrobařům, jichž hoden je,

pryč z našich očí! To jen může mi

být někdejších mých strastí úlevou. 

## Élektřina rodina
- Agamemnón - otec
- Klytaimnéstra - matka
- Ífigeneia - nejstarší dcera
- Orestés - syn
- Élektrá - dcera
- Chrýsothemis
- Aigisthos - nejdříve milenec a po vraždě svého bratrance Agamemnóna nový manžel Klytaiméstry

## Jiné hry s podobnou tematikou
Všichni tři hvězdní dramatici Aischylos - Sofoklés - Eurípidés se pověstem kolem Agamemnóna věnovali:

### Aischylos
- Trilogie Oresteia (jediná kompletně dochovaná trilogie ze starověkého Řecka - zpracovává zejména Orestovy osudy
  - Agamemnón (první díl)
  - Oběť na hrobě (druhý díl)
  - Usmířené lítice (třetí díl)

### Sofoklés
- Élektrá - zaměřuje se zejména po nesmiřitelnou a nikdy neuhýbající povahu Élektry

### Eurípidés
- Élektrá
- Orestés
- Ífigeneia v Aulidě
- Ífigeneia v Tauridě

## Élektrá v Národním divadle v Praze
Národní divadlo v Praze Élektru nikdy neuvedlo (stav k roku 2013), čtyřikrát však uvedlo stejnojmennou operu Richarda Strausse, která ze Sofokla čerpá. Opera byla hrána v letech 1910 - 1912, 1933 - 1935, 1961 - 1964 a v roce 1995. 